# Ljudhärmande ord

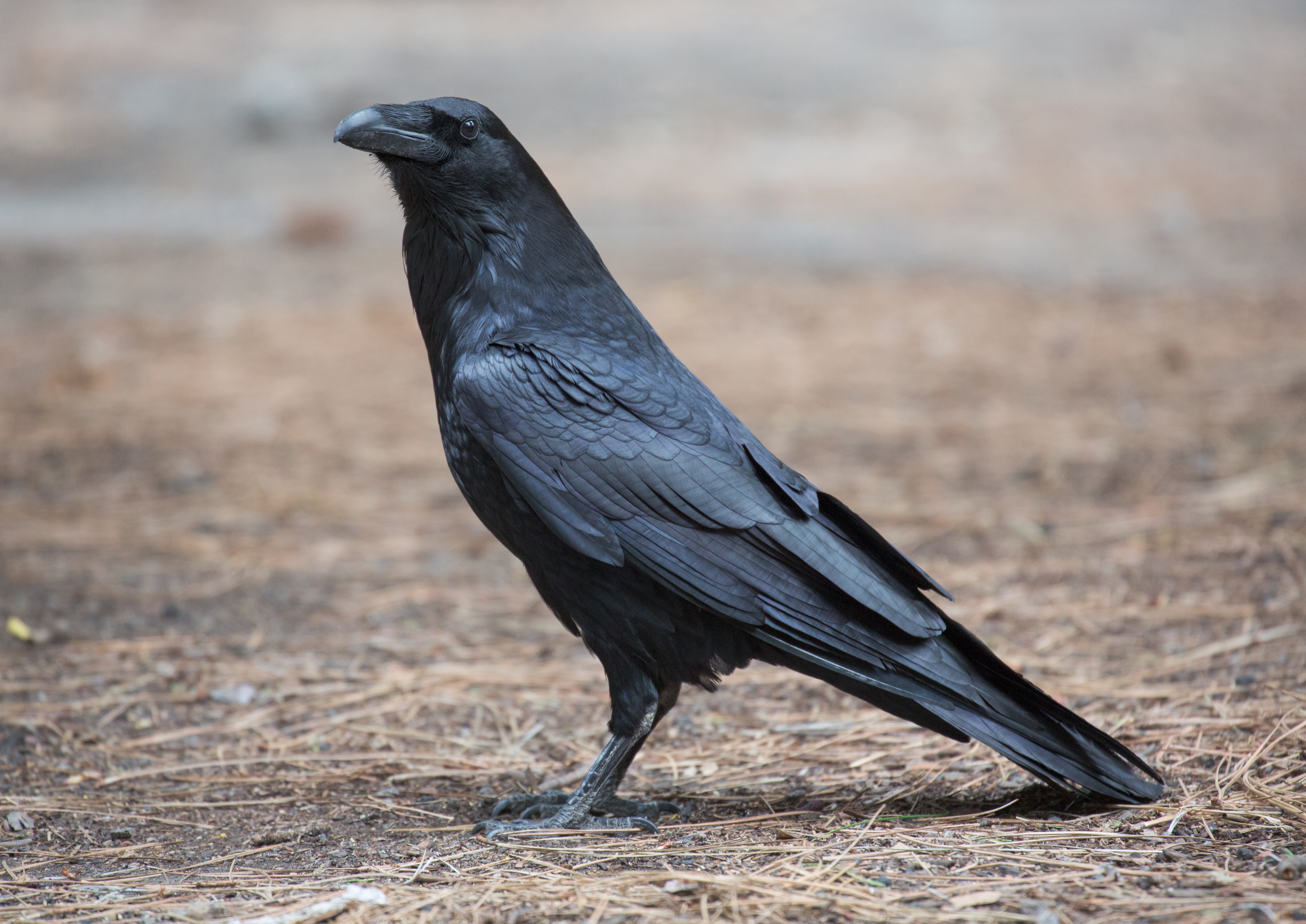
Korpen har fått sitt namn efter sitt läte.

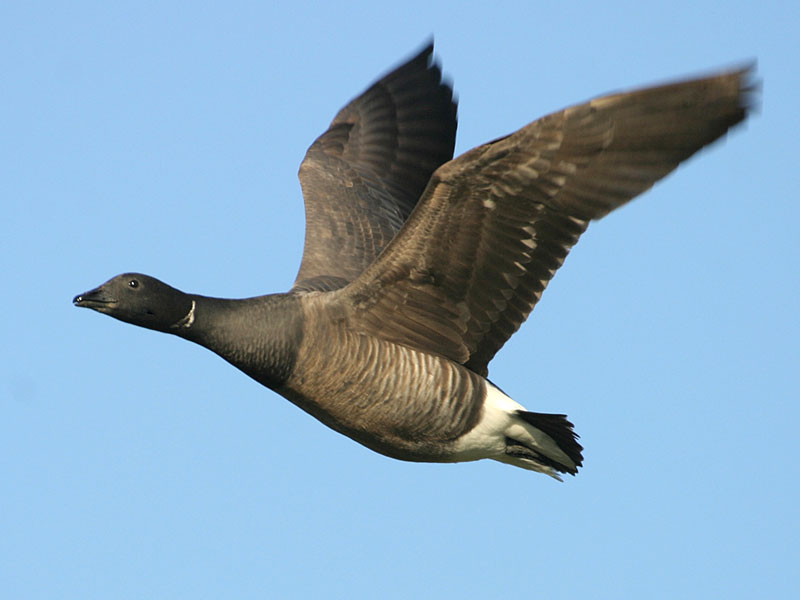
Prutgås var det ljudhärmande namn Linné gav gåsen, men i modern litteratur anges dess läte som "prråk".

Ljudhärmande, ljudmålande eller onomatopoetiska ord, även onomatopoetikon (av klassisk grekiska: ὀνοματοποιία), är inom lingvistik, retorik, estetik och poesi ord som låter som det representerar. Exempel på detta är bom, prassla, krasch, sörpla, slafsa, pang och prutt, men det kan även vara improviserade ej etablerade ord.
Återgivande av ljud kallas i sin tur ljudhärmande, ljudmålande eller ljudmåleri, och onomatopoesi med mera.

## Etymologi
Onomatopoetiskt och onomatopoetikon härrör klassisk grekiska: ὀνοματοποιία (onomatopoiía), av ὄνομα (onoma, ”namn”) och ποιέω (poiéo, ”jag gör”)

## Förekomst
Ljudhärmande ord förekommer i alla språk, även om ljud som beskriver samma företeelse ofta skiljer sig beroende på språkens fonologi. Som exempel är tuxtax den latinska motsvarigheten till "smack", som i ljudet av slag som träffar sitt mål. I klassisk grekiska var koax ljudet av en grodas kväkande (också det ljudhärmande). I japanska (som är mycket rikt på ljudhärmande ord för alla möjliga sammanhang) är dokidoki ljudet av ett hjärta som slår. De ljudhärmande orden i språk kan ofta låta rätt långsökta och svåridentifierbara för dem som inte är språkintresserade eller har språket som modersmål.

## Ord av ljudhärmande ursprung
Ord kan också ha varit tydligt ljudhärmande från början, men till följd av inverkan av ljudlagar ha ändrats så kraftigt att de inte längre upplevs som ljudhärmande ens av modersmålstalare.
Det moderna ordet korp är tydligt ljudhärmande; det härmar korpens lockläte. Ordet är rätt nybildat och finns bara i nordiska språk. Ett äldre svenskt ord för "korp" är ramn eller ramm, besläktat med bland annat danska ravn, isländska hrafn och engelska raven. (Det förekommer bland annat i vissa varianter av medeltidsballaden Liten Karin, och i sammansättningen ramsvart.)
Den rekonstruerade germanska urformen av ramn är *hraβna-, från den rekonstruerade urindoeuropeiska stammen *krop-. Urindoeuropeiskt k- gick över till ett kraftigt /h/-liknande ljud i den germanska ljudskridningen, och ungefär samtidigt gick ofta -o- över till -a- och -p- över till ett tonlöst -φ-, som i sin tur ofta övergick i -β-. Det antagna ursprungliga krop var också tydligt ljudhärmande, men efter att det förändrats till ramn (under tusentals år och över en mängd mellanformer) går det inte längre att känna igen fågellätet.